# Cancelloxus burrelli
Cancelloxus burrelli är en fiskart som beskrevs av Smith, 1961. Cancelloxus burrelli ingår i släktet Cancelloxus och familjen Clinidae. Inga underarter finns listade.